# Эдер, Тобиас
То́биас «То́би» Э́дер (нем. Tobias Eder; 4 марта 1998, Тегернзе, Бавария — 29 января 2025) — немецкий хоккеист, центральный нападающий. До своей смерти выступал за «Айсберен Берлин» из Немецкой хоккейной лиги (DEL). Чемпион немецкой хоккейной лиги (2024).

## Биография

### Клубная карьера
Тобиас Эдер родился 4 марта 1998 года в Германии, город Тегернзе. Хоккеем начал заниматься в клубе «TEV Miesbach», где играл и его старший брат Андреас Эдер. Позже, в возрасте двенадцати лет, продолжил карьеру в «Бад-Тёльц». Сыграл за клуб 6 сезонов и в 2015 году перешёл в систему мюнхенского клуба «Ред Булл». До 2018 года играл за молодёжную команду «Ред Булл Джуниорс», а после был включён в состав основной команды «Ред Булл». В мае 2019 года перешёл в «Дюссельдорф». В апреле 2023 года покинул клуб и присоединился к «Айсберен Берлин». На момент смерти оставался игроком берлинского клуба.

### Болезнь и смерть
В августе 2024 года Тобиас Эдер прошёл плановое медицинское обследование перед сезоном 2024/25 с клубом «Айсберен Берлин». Результат оказался неблагоприятным — врачи диагностировали злокачественную опухоль и назначили хоккеисту незамедлительное лечение. Несмотря на своё тяжелое положение, он продолжал поддерживать команду и присутствовал на некоторых матчах.
К концу января 2025 года, за день до смерти, его состояние резко ухудшилось. Это оказало давление на команду, из-за чего был перенесён матч с клубом «Ингольштадт». 29 января 2025 года Тобиас Эдер скончался от осложнений болезни.

### В сборной
Впервые в состав национальной сборной был вызван в декабре 2013 года для участия на Мировом Кубке Вызова. На турнире сыграл 5 матчей и набрал 2 (0+2) очка.
В сезоне 2014/15 вновь был вызван в состав юниорской сборной и в апреле принял участие в юниорском чемпионате мира 2015 года. Турнир для немцев стал провалом — ни одной победы и выбывание из высшего дивизиона. Тобиас Эдер сыграл в шести матчах и набрал 4 (3+1) очка.
В 2016 году вызывался в состав и юниорской сборной, и в состав молодёжной сборной. Сыграл на юниорском чемпионате мира 2016 года 5 матчей, набрав 3 (1+2) очка. Кроме того, на турнире был выбран капитаном команды. На турнире юниорская сборная Германии заняла второе место. В составе молодёжной сборной сыграл на молодёжном чемпионате мира 2016 года, принял участие в пяти матчах и набрал 2 (1+1) очка.
В декабре 2017 года сыграл в составе молодёжной сборной Германии на молодёжном чемпионате мира 2017 года. Тобиас Эдер сыграл на турнире 5 матчей и набрал 6 (2+4) очка. Молодёжная сборная заняла второе место.
В 2018 году в последний раз сыграл за молодёжную сборную Германии. Сыграл 5 матчей и набрал 6 (2+4) очка на молодёжном чемпионате мира 2018 года, вместе с командой стал бронзовым призёром турнира.
В мае 2024 году впервые был вызван в состав основной сборной Германии для участия на чемпионате мира 2024 года. Сыграл на турнире 3 матча, забросил одну шайбу — набрал 1 очко. Сборная заняла шестое место.

## Статистика
| Легенда | Легенда                    | Легенда | Легенда                   | Легенда | Легенда    |
| ------- | -------------------------- | ------- | ------------------------- | ------- | ---------- |
| И       | Количество проведённых игр | Штр     | Штрафное время            | +/−     | Плюс-минус |
| Г       | Голы                       | П       | Голевые передачи          | О       | Очки       |
| -       | Статистика неизвестна      | —       | Статистика не учитывалась |         |            |

### В сборной
По данным eliteprostects.com